# 贡德索芬
贡德索芬（法語：Gundershoffen，发音：[gundəʁsofən]；德语：Gundershofen）是法国下莱茵省的一个市镇，属于阿格诺-维桑堡区和赖什索芬县（Reichshoffen）。该市镇总面积17.55平方公里，2009年时的人口为3465人。

## 人口
贡德索芬人口变化图示